# باشگاه ورزشی ژوونتود
باشگاه ورزشی ژوونتود (پرتغالی: Esporte Clube Juventude)  یک باشگاه فوتبال است که در کاشیاس دو سو، ریو گرانده جنوبی کشور برزیل پایه‌گذاری شده است.